# Tanganica (Stato)
Il Tanganica (nome ufficiale: Tanganyika) fu uno Stato dell'Africa orientale. Già possedimento del Regno Unito come Territorio del Tanganica, dopo il raggiungimento dell'indipendenza nel 1961 il Paese divenne un reame del Commonwealth ma nel 1962 passò a un regime repubblicano; nel 1964 si fuse con l'isola di Zanzibar (già Sultanato di Zanzibar e per un breve periodo Repubblica Popolare di Zanzibar) per formare lo Stato di Tanzania.

## Storia
Colonia della Germania dal 1885 come parte dell'Africa Orientale tedesca, il Tanganica fu occupato dal Regno Unito durante la prima guerra mondiale e integrato nell'Impero britannico prima come mandato della Società delle Nazioni (dal 1922 al 1946) e poi come amministrazione fiduciaria delle Nazioni Unite (dal 1946 al 1961) con il nome di Territorio del Tanganica (Tanganika Territory); la regione ottenne poi l'indipendenza il 9 dicembre 1961 come Reame del Commonwealth, trasformandosi in repubblica l'anno successivo.
Nel 1962 le prime elezioni presidenziali scelsero come Presidente il leader del TANU, Julius Nyerere. Nyerere ebbe un ruolo fondamentale nell'unione tra il Tanganica e l'isola di Zanzibar, che da poco aveva ottenuto l'indipendenza, e aveva subito rovesciato con un colpo di Stato il sultano Jamshid bin Abdullah, facendo nascere con l'unione dei due Stati, il 26 aprile 1964, la repubblica della Tanzania.